# Quargnento
Quargnento é uma comuna italiana da região do Piemonte, província de Alexandria, com cerca de 1.296 habitantes. Estende-se por uma área de 36,2 km², tendo uma densidade populacional de 36 hab/km². Faz fronteira com Alessandria, Castelletto Monferrato, Cuccaro Monferrato, Felizzano, Fubine, Lu, San Salvatore Monferrato, Solero.

## Demografia
| Variação demográfica do município entre 1861 e 2011                               |
|                                                                                   |
| Fonte: Istituto Nazionale di Statistica (ISTAT) - Elaboração gráfica da Wikipedia |